# Krakout
Krakout (1987) är titeln på ett spel släppt av Gremlin Graphics. Spelet bygger till stora delar på samma koncept som spelet Breakout och finns släppt till Commodore 64, ZX Spectrum, Amstrad CPC och MSX.